# Eugenika polska

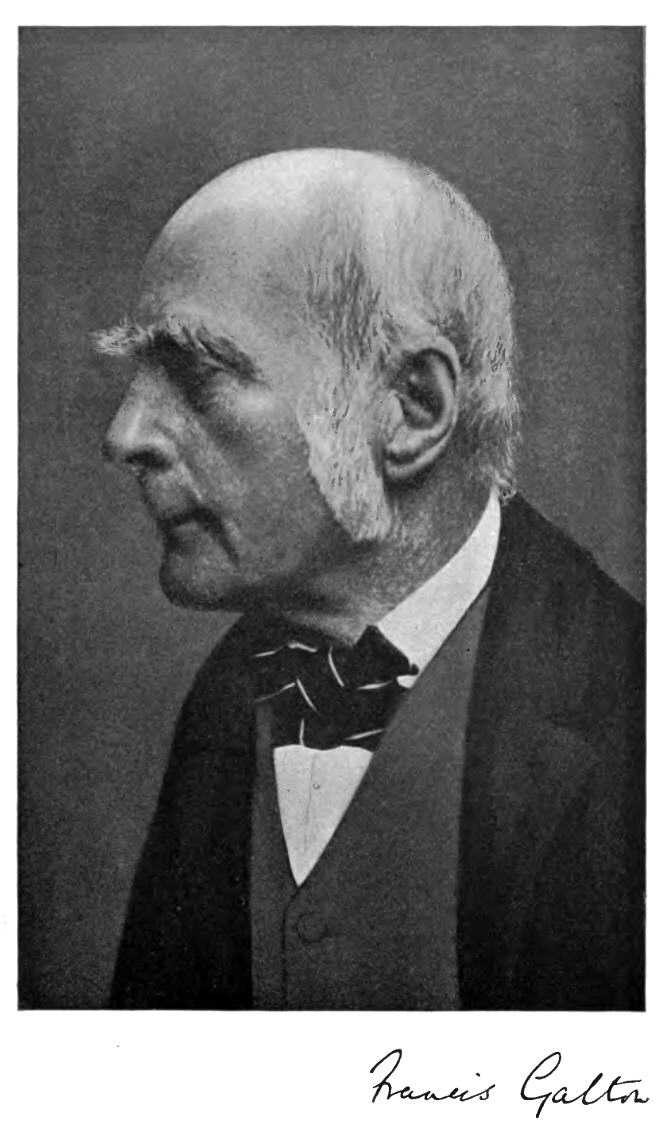
sir Francis Galton

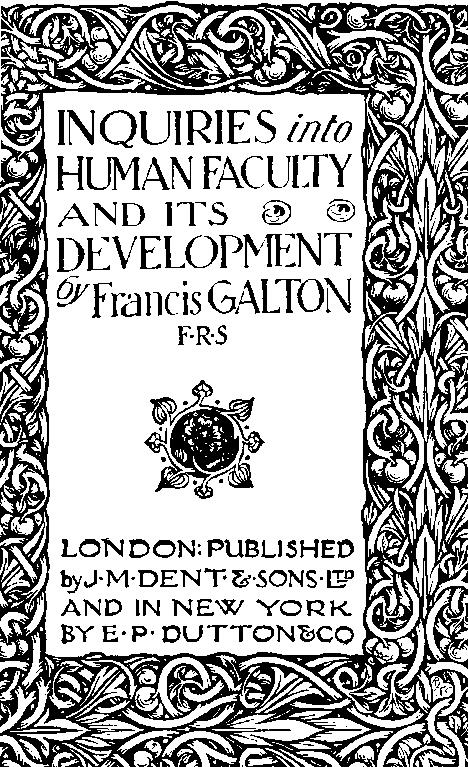
Okładka książki F. Galtona Inquiries into Human Faculty and Its Development

Eugenika polska – system myślowy na ziemiach polskich i w Polsce – część ogólnoświatowego nurtu, mającego w teorii na celu uszlachetnianie rodzaju ludzkiego i przeciwdziałanie jego degeneracji, przez zastosowanie inżynierii społecznej, jednakże prowadził on do takich procederów jak kastracja osób uznanych za zdegenerowane (jak mniejszości etniczne, ludzie chorzy umysłowo albo przestępcy), rasizm naukowy, czy wręcz eksterminację grup uznawanych za niepożądane.
Eugenika zakłada możliwość doskonalenia fizycznego i umysłowego człowieka jako gatunku w drodze ulepszania materiału genetycznego.
Pojęcie eugeniki (z języka greckiego – eu-genes – dobrze urodzony, dobrego pochodzenia, rasowy) powstało w starożytnej Grecji i związane było z troską o zdrowe i silne społeczeństwo. W czasach nowożytnych kwestię eugeniki podjął wspierany przez Karola Darwina jego kuzyn, brytyjski arystokrata sir Francis Galton, który mniej więcej od roku 1865 rozpoczął badania nad opracowaniem nowej gałęzi wiedzy, opartej na założeniu dziedziczenia cech charakteru i uzdolnień. W pracy Inquiries into Human Faculty and Its Development (Badania uzdolnień człowieka i ich rozwoju) w 1883 r., przedstawił nową dziedzinę wiedzy, mającą zajmować się zagadnieniami związanymi z uszlachetnianiem rasy. Galton napisał, że: „Eugenika jest nauką, która zajmuje się wszelkimi wpływami poprawiającymi wrodzone cechy rasy, łącznie z tymi, które rozwijają je do najwyższego poziomu”.
Kręgi intelektualne natychmiast po „objawieniu” eugeniki przez Galtona podchwyciły jej idee i to prawie we wszystkich rozwiniętych krajach świata. Zataczając coraz szersze kręgi, nurt eugeniczny pobudził również polską myśl do opracowania rodzimej wersji eugeniki.

## Początki eugeniki na ziemiach polskich

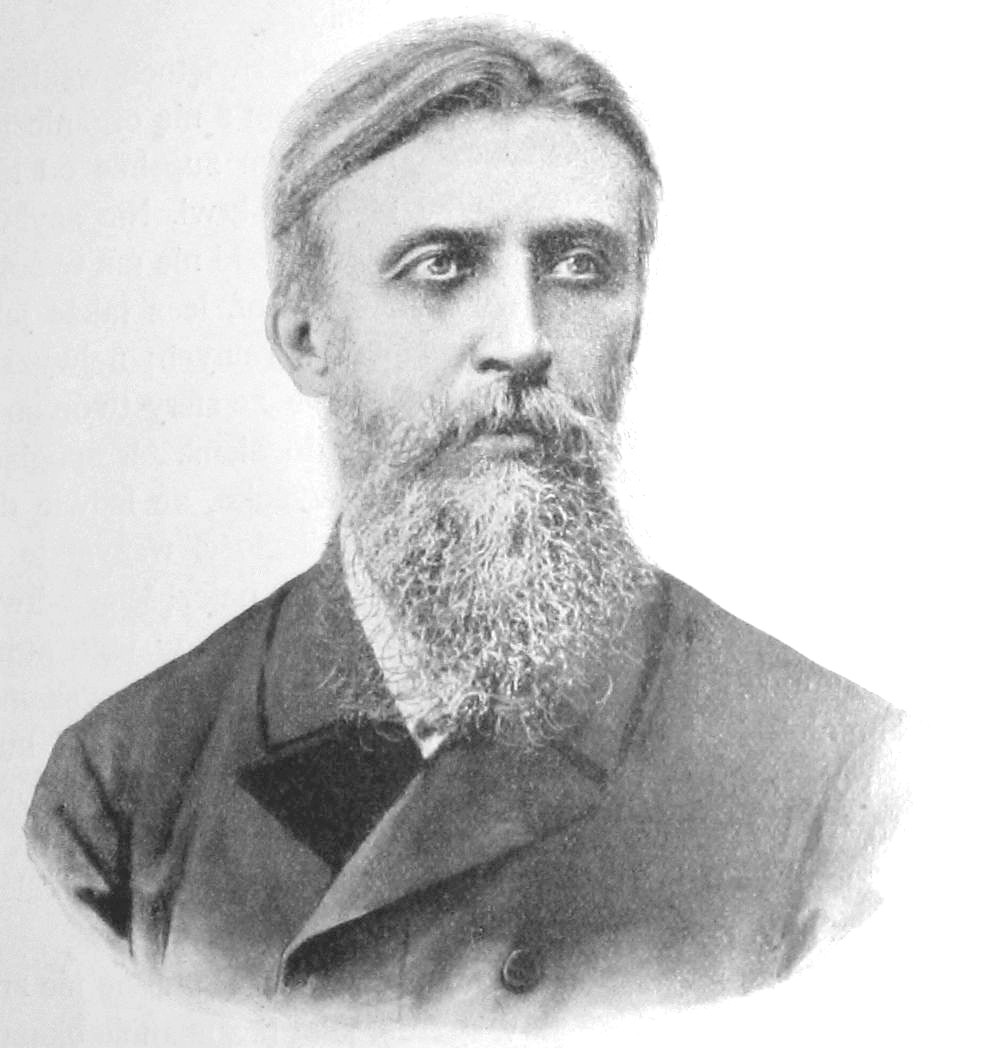
Aleksander Świętochowski, historyk, pisarz pozytywista i działacz społeczny

Pierwsze wzmianki na temat eugeniki na ziemiach polskich (pod zaborami) pochodzą od przyrodników zajmujących się propagowaniem ewolucjonizmu (Lamarcka, Wallace’a, Darwina), który bezpośrednio wiązany jest z wykreowaniem eugeniki. Na drodze poszukiwania metod doskonalenia Homo sapiens poważnego impulsu dostarczył błyskotliwy rozwój wielu nauk: biologicznych, antropologicznych, medycznych (głównie psychiatrii), geologicznych, statystycznych oraz nauk o społeczeństwie (w szczególności pojawienie się nowatorskich teorii Malthusa i Spencera). Dodatkowym bodźcem stały się gwałtowne przemiany w systemie ekonomicznym i społecznym (ekspansja przemysłu, migracje ludności ze wsi do miast, co wzmogło przeludnienie i rozrost biednych dzielnic, wzrost patologii społecznych i przestępczości).

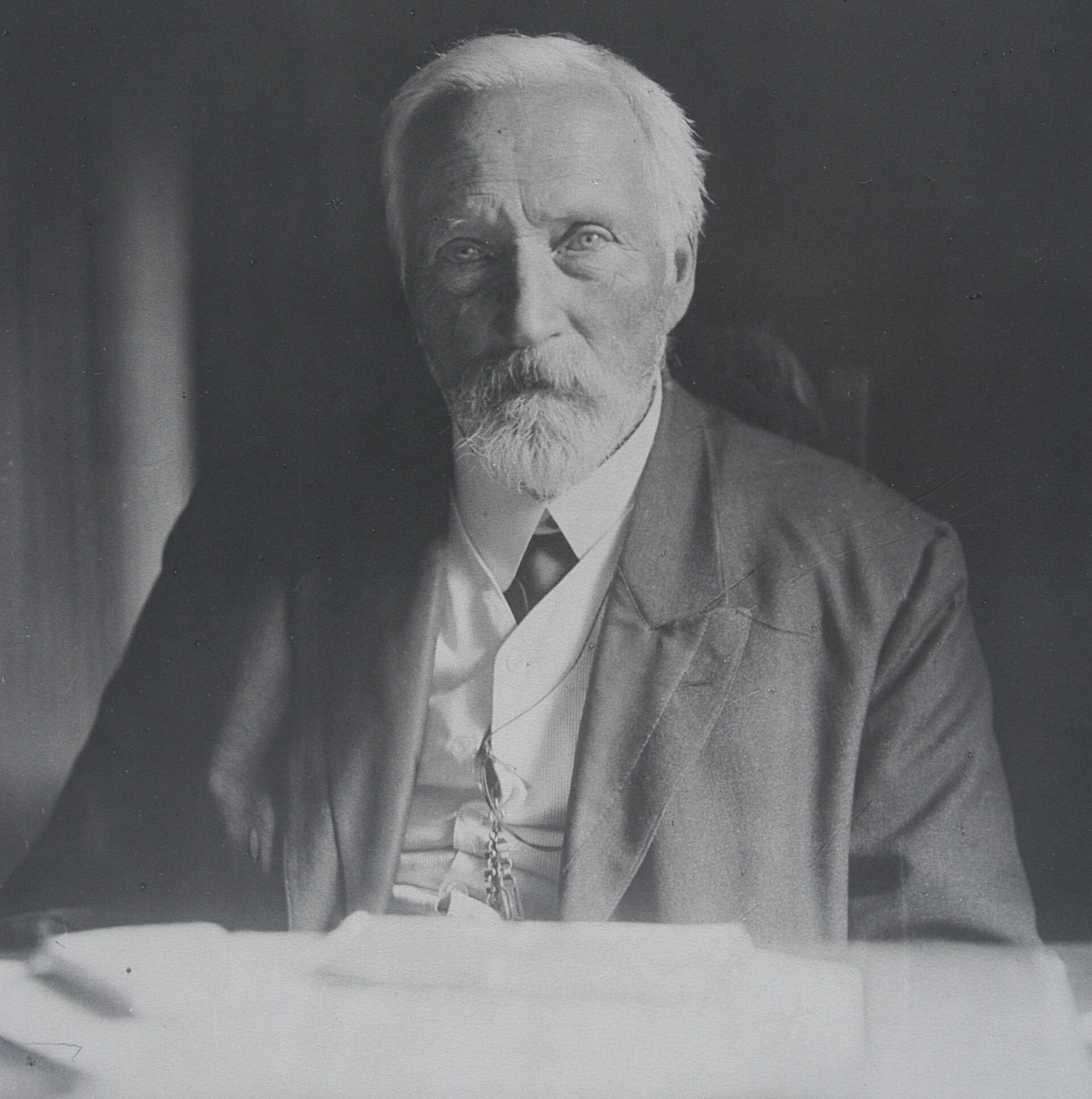
Benedykt Dybowski, przyrodnik, lekarz, zoolog, podróżnik i odkrywca

Zwolennikami ewolucjonizmu i, w ślad za nim, eugenizmu stali się w pierwszej kolejności uczeni, filozofowie – głównie pozytywiści, socjaliści i liberałowie, lekarze oraz przeciwnicy Kościoła katolickiego. Największy rozgłos zyskały poglądy Herberta Spencera (jego praca O wychowaniu umysłowym, moralnym i fizycznym doczekała się na ziemiach polskich w latach 1879–1908 aż sześciu wydań). Zafascynowany Spencerem był pozytywista Aleksander Świętochowski, czemu dawał wyraz w swej twórczości. W zaborze rosyjskim, po okresie represji związanych z powstaniem styczniowym (1863 r.), zezwolono na swobodniejszą działalność oświatową, naukową, publicystyczną. Propagowanie ewolucjonizmu i rozwijanie eugeniki było nawet wspierane przez władze rosyjskie. Jeszcze lepiej rzecz się miała w zaborze austriackim, gdzie dość swobodnie działały uniwersytety i rozwijało się szkolnictwo.

Wielkim rzecznikiem nowego trendu w naukach przyrodniczych był lekarz i zoolog Benedykt Dybowski, który uchodził za zwolennika antropotechniki, czyli eugeniki w wydaniu Ernsta Haeckela. W pracy Kilka uwag dotyczących stanowiska antropologii i jej przyszłej działalności wyrażał podziw dla rozwoju antropologii i jej dziejowego przesłania, który wskaże „kierunki dla działalności antropotechniki, mającej na celu uskuteczniać regenerację ras, lub ich uszlachetnienia”. Gdy antropologia pozna „stosunek ciała z duchem” (Dybowski wiązał cechy fizyczne człowieka z psychicznymi), wtedy będzie mogła objąć „należyte przewodnictwo, kierujące działalnością antropotechniki, w dziedzinie kształcenia ras ludzkich, na modłę ideału: dobra, piękna i siły fizycznej wespół z intelektualną”. Był całkowicie przekonany, że kultura posługująca się naukowymi zasadami i metodami, będzie w stanie spotęgować dodatnie cechy natury ludzkiej, a zmniejszyć nałogi, przesądy, „potworności fizyczne, moralne i intelektualne w umyśle jego [człowieka] i ciele”. 

W każdym razie konieczną jest działalność, jak można najusilniejsza, na arenie antropologii i jej gałęzi: wiedzy stosowanej, antropotechniki, czyli eugenistyki, albo hodowli sztucznej ras ludzkich; od niej oczekujemy uzyskania możności przeobrażenia społeczeństw w duchu sprawiedliwości, miłości bliźniego i prawdy, przez wiedzę osiągniętą, a poznaną na mocy usilnej pracy pokoleń całych.

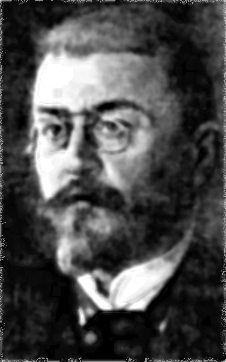
Ludwik Popławski, publicysta, polityk

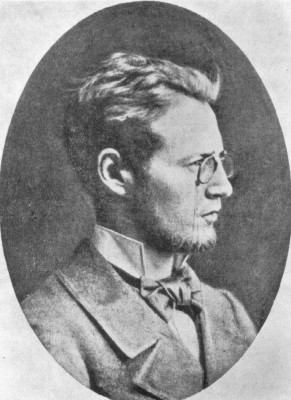
Ludwik Krzywicki, socjolog i działacz społeczny

Pod wrażeniem koncepcji Cesarego Lombrosa (włoskiego psychiatry, kryminologa i założyciela włoskiej szkoły pozytywistycznej), który przedstawił teorię „urodzonego przestępcy” znajdowali się m.in. Ludwik Popławski (publicysta, polityk i jeden z twórców ideologii narodowo-demokratycznej), tłumacz jego dzieła oraz Ludwik Krzywicki (socjolog, działacz społeczny, pozytywista, ewolucjonista i propagator idei Marksa). Obaj popularyzowali lombrosowskie ujęcie przestępstwa. Znali także dobrze dzieła Francisa Galtona i często go cytowali w swoich pracach. Przed I wojną światową byli to główni protagoniści darwinizmu oraz eugeniki na ziemiach polskich.
Krytycznie natomiast oceniał nowe nurty – ewolucyjny oraz eugeniczny – Adam Chałupczyński (lekarz i filozof), który jednak nie przeczył teorii darwinowskiej (zasadzie transformizmu itp.), a jedynie podważał pewne jej uzasadnienia. Uważał bowiem, że darwinowska teoria walki o byt poczęła tłumaczyć i usprawiedliwiać poglądy nacjonalistyczne i rasistowskie w krajach anglosaskich. Chałupczyński potwierdza te inspiracje, pisząc wprost, że „błędna teoria Malthusa spłodziła błędne prawa Darwina […]”, chociażby w takim sensie, w jakim on chce, aby były pojmowane dobór naturalny i walka o byt. Źródło tych pojęć widzi w obyczajach i historii angielskiego narodu, który nierzadko stosował gwałt i bezwzględną przemoc w walce o byt. Dlatego tam właśnie mogła narodzić się "ekonomiczna teoria Malthusa, anglikańskiego pastora, który wbrew ewangelii radzi państwu nie oglądać się na stan i położenie klas biednych – bo siła losowych wypadków i nędza wytępi je jako zbyteczne na ziemi istoty, dla których nie ma miejsca przy biesiadzie życia". Z powodzeniem mogła być też rozwijana teoria „walki o byt”, która zakłada alternatywę, podczas gdy, zdaniem autora, istoty żywe zawsze dążą do „bycia”, choćby i gorszego.

## Pierwsze organizacje eugeniczne
Z początkiem XX stulecia w wielu polskich miastach zawiązywały się liczne towarzystwa higieniczno-społeczne do walki z chorobami, prostytucją i alkoholizmem, z których następnie niektóre się łączyły i modyfikowały swój program. Powstawały też czasopisma o tematyce medycznej i obyczajowej. Jedne i drugie inspirowane były zachodnią myślą eugeniczną. Generalnie przyjmuje się inspiracje lamarkowskie, z zaznaczeniem indywidualnych różnic w poglądach poszczególnych eugeników.
Już wówczas dał się poznać lider późniejszej eugeniki polskiej, Leon Wernic – lekarz dermatolog-wenerolog i działacz społeczny. To z jego inicjatywy w 1902 r. przy redakcji czasopisma „Ogniwo” powstało Towarzystwo Abolicjonistów, które za cel stawiało sobie zwalczanie chorób wenerycznych i nierządu. Natomiast samo czasopismo, redagowane głównie przez lekarzy, wiele miejsca poświęcało tematyce eugenicznej. Pisano m.in. „o przyczynach powstawania płci, o Żydach jako rasie psychicznej, o sprawach wychowania, o typach okrutnych i krwiożerczych”. Około 1906 r. Towarzystwo zostało rozwiązane.
W połowie 1908 r. powstało Towarzystwo dla Walki z Chorobami Sekretnymi i Szerzenia Zasad Abolicjonizmu, które prezentowało podobny program. Chodziło przede wszystkim o zwalczanie chorób wenerycznych (przez likwidowanie domów publicznych i ograniczanie prostytucji), szerzenie wiedzy o higienie, dbanie o czystość moralną i fizyczną, ale też i przygotowanie reformy nauczania dziewcząt, organizowanie przy szpitalach oddziałów dla chorych wenerycznie (oddziałów dla „chorób sekretnych”) oraz bezpłatnych przychodni, poza tym przygotowywanie odczytów, broszur itp.
Rok później nazwa tej organizacji została zmieniona na Towarzystwo dla Zwalczania Chorób Płciowych. W tym czasie pojawiały się liczne publikacje – artykuły w czasopismach, podejmujące problematykę eugeniczną, najczęściej przedstawianą w pochlebnym tonie, jak czynił to np. Leon Wernic (że eugenika, zaproponowana przez Galtona, to „gałąź ściśle naukowa”), ale nie brakowało też powściągliwych głosów, chociażby w osobie Juliana Neugebauera, który w naukowym opracowaniu założenia Galtona określił jako humanitarno-utopijne.
Przy Towarzystwie Higieny Praktycznej im. Bolesława Prusa, w 1915 r., powołano do życia sekcję eugeniczną, która zorganizowała „kursy pielęgniarskie dla niepodległościowych nauczycieli szkół powszechnych”, lazaret dla warszawskiego batalionu legionistów oraz ambulatorium lekarskie dla chorych wenerycznie. Wkrótce sekcja ta usamodzielniła się i przybrała nazwę (w 1916 r.) Polskie Towarzystwo do Walki z Chorobami Wenerycznymi i Nierządem. Polityka okupantów w czasie I wojny światowej była przychylna wobec działalności tego typu organizacji, toteż mogły one swobodnie się rozwijać. Towarzystwo w swoich szeregach skupiało inteligencję: przede wszystkim lekarzy, nauczycieli, uczonych, prawników i działaczy społecznych.
W 1918 r. Towarzystwo do Walki z Chorobami Wenerycznymi zorganizowało zjazd lekarzy w sprawie wyludnienia kraju, którego uczestnikami byli m.in. L. Krzywicki, W. Chodźko, T. Janiszewski, Z. Daszyńska-Golińska, J. Budzińska-Tylicka. Na zjeździe zwrócono uwagę na potrzebę łagodzenia problemów zdrowotnych spowodowanych wojną i niedożywieniem, zapowiadano walkę z chorobami wenerycznymi i nierządem, radzono jak zatroszczyć się o matkę i dziecko oraz sieroty, jak przeciwdziałać ograniczaniu liczby potomstwa, podjęto też kwestię ubezpieczenia.
Po wojnie i zjednoczeniu ziem polskich, w 1919 r., Towarzystwo do Walki z Chorobami Wenerycznymi i Nierządem zostało przemianowane na Towarzystwo Walki ze Zwyrodnieniami Rasy, w którym zaczęto tworzyć (poza kilkoma sekcjami już istniejącymi) sekcję eugeniczną. Z jej inicjatywy przekształcono Towarzystwo w prężną organizację społeczno-medyczną z nowym statutem autorstwa Leona Wernica, która rozszerza zakres swej działalności i w roku 1923 przekształca się w Polskie Towarzystwo Eugeniczne. „W pierwszym zaś naczelnym artykule swego statutu stawia sobie za zadanie «wzmożenie tężyzny fizycznej, umysłowej i moralnej Narodu Polskiego, spotęgowanie jego odporności i sił twórczych»”.
PTE wydawało również swój kwartalnik pt. „Zagadnienia Rasy z Punktu Widzenia Zdrowia Społecznego”, później ze skróconą nazwą – „Zagadnienia Rasy”, przemianowane w roku 1937 na „Eugenika Polska”, co znacznie podnosiło jego rangę. W komitecie redakcyjnym znaleźli się (po roku 1927, gdy poszerzono objętość pisma) m.in. Witold Chodźko, Tomasz Janiszewski, Jan Mydlarski, Ksawery Sieńko, Leon Wernic, Wacław Wesołowski.
Organizacja ta przyjęła program – ustalony przez Stały Międzynarodowy Komitet Eugeniczny – wyznaczający trzy główne kierunki działania dla eugenik narodowych, tj. program eugeniki zapobiegawczej, pozytywnej i negatywnej. Jednakże w Polsce dokonano pewnej modyfikacji: cele eugeniki i program zostały przystosowane do warunków i potrzeb polskich, toteż nasza rodzima eugenika miała swoją specyfikę. Przede wszystkim badania nad dziedzicznością były słabo zaawansowane i – mimo przyjęcia programu międzynarodowego – nikt na razie nie mówił o tworzeniu kolonii wewnętrznych lub o planach wspierania i finansowania rozrodczości osób wartościowych, skupiono się raczej na eugenice zapobiegawczej. Jeśli chodzi o eugenikę negatywną, to wysuwane były projekty dotyczące sterylizacji jednostek niepełnowartościowych, czego największym i wytrwałym orędownikiem był L. Wernic, ale nie spotkały się one z większym zainteresowaniem. Wernic wielokrotnie postulował wystąpienie do władz z apelem o wprowadzenie sterylizacji chorych, opóźnionych w rozwoju, jak również osób zdegenerowanych, przestępców, czy prostytutek.

## Program polskiej eugeniki
Z inicjatywy Towarzystwa Eugenicznego organizowane były odczyty, poradnictwo lekarskie, przychodnie lekarskie i ambulatoria, a także apelowano o intensywniejsze zwalczanie niebezpiecznych chorób oraz zabiegano o regulację sprzedaży alkoholu. Głównym celem tej organizacji była walka z szerzącymi się chorobami wenerycznymi, ale także zakładano konieczność przeciwdziałania zwyrodnieniom rasy. Jeszcze w czasach zaborów zauważono degenerowanie się narodu, m.in. w następstwie chorób – obok wenerycznych – gruźlicy i alkoholizmu głównie, ale również na skutek wyniszczenia jednostek twórczych i wybitnych przez okupantów – zaborców. Reszty dopełniała bieda i zacofanie.
Towarzystwo za najpilniejszą potrzebę uznało odnowę fizyczną i moralną narodu po okresie zaborów, poprawę stanu zdrowia i oświaty, a także odbudowę sił witalnych i zwiększenie populacji, koniecznych do podniesienia jakości narodu oraz do obrony uzyskanej niedawno niepodległości.
Największy radykalizm w polskim ruchu eugenicznym (z tym że radykalizm polski jest nieporównywalny np. z niemieckim, to rozróżnienie ma sens tylko w obrębie polskiej eugeniki) przejawiał niewątpliwie L. Wernic, który darzony był przez działaczy wielkim szacunkiem; był po prostu autorytetem w świecie eugeniki. Ale pomimo to, większość działaczy eugenicznych nie podzielała niektórych jego poglądów. Na Zjeździe Delegatów w 1930 r. zachęcał on do wprowadzenia programu rozrodu w ramach eugeniki pozytywnej, tzn. wspomagania rozrodu zdrowych osobników, pozostając w przekonaniu, że w społeczeństwie, wśród ludzi panują podobne zasady jak w świecie zwierząt, czyli – podobnie jak głosił Galton – osoby, grupy i rasy podlegają tym samym mechanizmom doboru naturalnego co rośliny i zwierzęta. (Hodowlę ludzi na wzór zwierząt wdrażano np. w USA oraz w Niemczech). Postulował, aby nie obarczać „podatników kosztami utrzymywania dużej liczby osobników psychopatycznych i nie szafować środkami społecznymi na beznadziejne akcje ratowania chorych na raka i ciężkie postaci gruźlicy”. Zatem – obok eugeniki pozytywnej – zachęcał do wprowadzenia także eugeniki negatywnej, żeby uniemożliwić rozmnażanie się osobników uznanych za dysgenicznych.
Wernic krytycznie odniósł się do podziału eugeniki „na teoretyczną, czyli naukową, praktyczną, czyli społeczną wreszcie na polityczną”, który pierwotnie był proponowany przez niektórych eugeników; znacznie lepszy, jego zdaniem, jest zaproponowany w 1913 r. przez Francuzów, a przedstawiony na Konferencji Paryskiej w 1923 r. podział eugeniki na eugenikę negatywną, zapobiegawczą i pozytywną. Te trzy rodzaje eugeniki Wernic charakteryzuje następująco:

Celem eugeniki jest walka z ogólnymi zboczeniami społecznymi, a nie walka indywidualna z ludźmi, nimi obciążonymi. W ten sposób należy rozumieć treść eugeniki negatywnej, pragnącej usunąć ujemne cechy ludzkie. Wstrzymanie od rozrodu drogą operacyjną jednostek małowartościowych, ograniczenie bólów ludzi beznadziejnie chorych, a szalenie cierpiących (eutanazja), niedopuszczenie do związków płciowych, mogących doprowadzić do chorób i zwyrodnienia potomstwa (małżeństwa pomiędzy obciążonymi dziedzicznie, szczególnie bliskimi krewnymi) oto główne etapy eugeniki negatywnej. […]
Pokrewną eugenice negatywnej jest eugenika zapobiegawcza. […] Eugenika zapobiegawcza podobnie jak botanika i genetyka bada wpływ czynników zewnętrznych na ujawnianie się pewnych cech dziedzicznych; dąży ona również do stworzenia warunków, aby pokolenia przyszłe przejawiły najwięcej cech społecznie dodatnich, a zupełnie nie posiadały (lub w stopniu najmniejszym) cech ujemnych-szkodliwych.
Jeżeli zadania eugeniki negatywnej i zapobiegawczej są zbliżone do działu lecznictwa i profilaktyki w medycynie, to
zadania eugeniki pozytywnej są twórcze i daleko przekraczają ramy medycyny. […] [E]ugenika dąży dla ułatwienia pracy do wytwarzania poszczególnych typów ludzkich, stanowiących zespoły cech dodatnich i twórczych. Tego rodzaju ułatwiona orientacja w typologii ludzkiej ma dla eugeniki twórczej – pozytywnej doniosłe znaczenie. […]
Eugenika pozytywna popiera wychowanie biologiczne, poradnictwo przedślubne i reformy prawodawstwa, dotyczącego pożycia płciowego i małżeństwa.

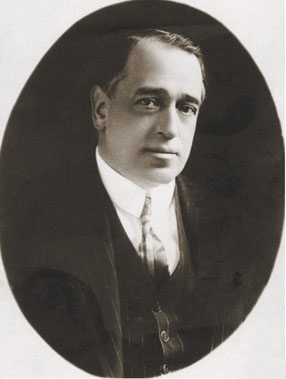
Witold Chodźko, lekarz psychiatra i społecznik, kierował resortem zdrowia publicznego od 1919 r.

Na początku lat dwudziestych XX w. eugenicy wspierani przez ministra zdrowia – zwolennika eugeniki – Witolda Chodźkę, mieli jakieś szanse na wprowadzenie założonego programu i odnotowali nawet pewne osiągnięcia w zakresie okiełznania chorób społecznych i prostytucji. Jednakże istniejące od sześciu lat Ministerstwo Zdrowia Publicznego, Opieki Społecznej i Ochrony Pracy na początku 1924 r. zostało zlikwidowane pod wpływem krytyki środowisk robotniczych (za połączenie agend zdrowia i pracy). Aktywność eugeników zatem wydatnie zmalała, głównie z powodu cofniętych dotacji finansowych na działalność propagandową (odczyty, wykłady, piśmiennictwo itp.), ograniczając się do działalności w ramach Towarzystwa. Po 1926 r. eugenicy musieli jeszcze bardziej się rozczarować, ponieważ liczyli na wsparcie Marszałka Piłsudskiego, ale się zawiedli. Mimo że Piłsudski wypowiedział kiedyś zdanie: „Zmienić człowieka, zrobić go lepszym, wyższym, potężniejszym, silniejszym – oto nasze zadanie”, nie myślał ani on, ani jego zwolennicy w kategoriach eugenicznych; dla Marszałka ważniejsze było silne państwo niż silny naród.
Pomimo małych nakładów finansowych, PTE działało niezwykle prężnie: organizowało liczne zjazdy ogólnopolskie i regionalne, poradnie eugeniczne, rozmaite kursy eugeniczne, odczyty, wykłady i pogadanki, drukowało wielonakładowe broszurki i ulotki rozprowadzane wśród uczniów, studentów, lekarzy, nauczycieli, polityków, w różnych organizacjach społecznych; uruchomiono nawet kino, gdzie wyświetlano filmy eugeniczne. Zawiązana w ramach Towarzystwa – Rada Naukowa, wniosła jeszcze w 1938 r. projekt powołania Instytutu Eugenicznego, placówki naukowej mającej zajmować się badaniami praw dziedziczności i źródłami dysgeniczności człowieka oraz badaniami demograficznymi dla potrzeb polityki populacyjnej. Sekcja Eugeniczna Naczelnej Rady Zdrowia uchwaliła przyjęcie wniosku Ludwika Hirszfelda o zwiększenie subwencji dla PTE i przyznanie „funduszy na wydawnictwa i prace eugeniczne, sfinansowanie badań nad bliźniętami oraz zwrócenie się do Ministerstwa Oświaty o wprowadzenie wykładów z zakresu konstytucji dziedzicznej i eugeniki oraz rozszerzenie wykładów eugenicznych w wyższych zakładach naukowych jako obowiązujących”. Ponadto Zarząd Towarzystwa podjął uchwałę o zorganizowaniu zjazdu międzynarodowego w 1939/1940 roku, który jednak z powodu wojny się nie odbył.
Za dość kontrowersyjną postać w polskim ruchu eugenicznym uchodzi antropolog (zatrudniony na Uniwersytecie Poznańskim), działacz społeczny (harcerstwo) i polityczny (obóz narodowy), prof. Karol Stojanowski. Chociaż nie był on bezpośrednio związany z PTE, to na Zjeździe w 1929 r. przewodniczący Towarzystwa L. Wernic docenił zaangażowanie poznańskiego antropologa w sprawy eugeniki i pochwalił jego książkę pt. Rasowe podstawy eugeniki, wydaną w 1927 r. K. Stojanowski w licznych swoich pracach głównie skupiał się na zagadnieniach antropologicznych oraz społeczno-demograficznych. Żarliwie apelował o ratowanie narodu polskiego, wyniszczonego po zaborach i wojnach, o podniesienie jego poziomu w zakresie zdrowia, kondycji fizycznej i moralnej w ramach eugeniki pozytywnej. Przestrzegał przed zagrożeniami ze strony Niemiec przede wszystkim, ale także i Rosji. Z naszego położenia geograficznego – tłumaczył – wynika, że jesteśmy narażeni na ekspansję sąsiadów. Państwo wymaga zintegrowania i umocnienia, zatem przywódcy państwa muszą brać te aspekty pod uwagę. Polska powinna utrzymywać wysoki przyrost naturalny, „gdyż w obecnych warunkach politycznych jest to kwestia naszego bytu politycznego, a nawet narodowego. Za mało bowiem jest Polaków na naród wielki, a za dużo na naród mały, nieszkodliwy”. Metody eugeniczne miały posłużyć do zwiększenia liczby ludności polskiej.

Za największe zagrożenie dla narodu polskiego uważał Stojanowski mieszkających na terenie Polski Żydów i ich antypolskie nastawienie. Dlatego za najpilniejsze uważał uregulowanie „sprawy żydowskiej”. Pisał: 

Jest bowiem ta sprawa centralnym zagadnieniem polskiego życia, decydującym wprost o dalszych naszych możliwościach utrzymania się nie tylko jako państwo, ale też jako naród. […] Na czoło kwestii żydowskiej w Polsce wysuwa się fakt największego zażydzenia naszego kraju w całym świecie.

Stojanowski opowiadał się za asymilacją Niemców na terenie Polski, pisząc, „ze wszech miar pożądanym jest spolszczenie elementu niemieckiego w Polsce, gdyż jest to element na ogół wartościowy”, natomiast proces asymilacji Żydów uważał za szkodliwy. Sądził, że ich duża płodność i „tendencja do opanowywania centrów życia kulturalnego” – zwłaszcza w obliczu ich związków ze światowym żydostwem – może kompletnie sparaliżować życie narodowe w Polsce. Ponadto – jak pisał – „wielka ilość nerwowców wszelkich odcieni” dopełnia obrazu ich wartości i tłumaczy, dlaczego nie są pożądanym elementem do asymilowania ze względów eugenicznych. Wobec tego – przekonywał Stojanowski – „muszą oni bądź to wyemigrować, bądź to ograniczywszy swój przyrost naturalny, po prostu wymrzeć”. Jednakże rasistowskie wypowiedzi Stojanowskiego nie były powszechnie podzielane przez eugeników. Stojanowski prowadząc badania antropologiczne wykazywał, że Żydzi nie są wcale odrębną rasą, jak głosili chociażby antropolodzy niemieccy (i to rasą niższą), zatem jego niechęć do Żydów miała podłoże nie biologiczne, a społeczne. „Rozważając problemy antropologiczne związane z Żydami należy pominąć wszystkie teorie, ujmujące populację żydowską jako osobny «żydowski» typ czy też rasę. Pojęcie takie nie jest zgodne z wynikami analiz dokonanych nowoczesnymi metodami”.

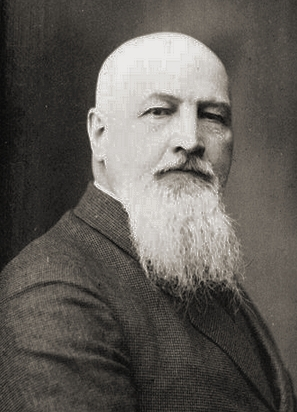
Tomasz Janiszewski, lekarz i działacz społeczny oraz minister zdrowia publicznego w 1919 r.

Zainteresowanie tematyką populacyjną narodu polskiego wykazywał również lekarz i działacz społeczny, aktywny eugenik i minister zdrowia publicznego w roku 1919 – prof. Tomasz Janiszewski. Podobnie jak Stojanowski apelował, żeby nie zapominać o naszym położeniu geograficznym, dostrzegał bowiem zagrożenie ze strony sąsiadów Polski, tj. Niemiec i Rosji (ZSRR). Szczególnie niebezpieczny wydawał mu się zachodni „sąsiad”. 

Sąsiad ten – pisał – jest przy tym wiarołomny, nie uznaje żadnych zasad wobec swoich sąsiadów i jest wysoce imperialistycznie nastrojony i nie tylko nie zgadza się na żadną pokojową współpracę, ale nawet na żadne pokojowe współżycie sąsiedzkie. […] Nie zadowalając się herostratową sławą wywołania wielkiej wojny Niemcy dążą świadomie do nowej wojny, tym razem z Polską. […] Po cóż bowiem potrzebne są Niemcom, niby to wycieńczonym wielką wojną, którą już raz wywołali, te kolosalne ich obecne zbrojenia się, kiedy im żadne absolutnie niebezpieczeństwo ze strony sąsiadów nie grozi?.

Wykazywał ponadto niezwykłą troskę o poziom zdrowia Polaków i zaniepokojenie spadającą liczbą urodzeń, co jednocześnie przy zbyt wysokiej śmiertelności, wyraźnie hamowało przyrost naturalny ludności polskiej. Dlatego pisał, że „najważniejszym elementem pojęcia idei państwowej polskiej ze stanowiska higieny społecznej jest dbałość Państwa i społeczeństwa o ten najcenniejszy materiał organiczny, jakim są ludzie, o ich ilość i troska o ich jakość. Stąd wynika obowiązek państwa prowadzenia racjonalnej polityki populacyjnej”.
Janiszewski był prawdziwym społecznikiem i działaczem higieny społecznej, który poświęcał swój czas, energię i finanse na walkę z plagą licznych chorób społecznych (głównie gruźlicą), wspomaganie chorych, ubogich, dzieci niedożywionych itp. Niezwykle ofiarnie – jako młody lekarz – włączył się w poprawę higieny Zakopanego, tzn. w budowę kanalizacji, wodociągów, szpitali i innych placówek służby zdrowia.
Ogólnie rzecz ujmując, Towarzystwo Eugeniczne przyczyniło się do zwiększenia świadomości społecznej na temat niebezpiecznych chorób, jak też poprawy stanu higieny. Zauważony został problem alkoholizmu i prostytucji. Wzrosła świadomość kobiet w kwestii posiadania potomstwa i prawidłowej opieki nad dzieckiem. Ponadto przyjęty w polskiej eugenice lamarkizm zwiastował szeroką akcję humanitarną oraz edukacyjną, propagując prospołeczną politykę państwa. Niestety zapowiadane zwalczanie pewnych groźnych chorób, jak rak czy gruźlica, nie przyniosło spodziewanych rezultatów, chociażby z powodu ogólnego poziomu medycyny, jak również zbyt niskich nakładów finansowych (np. nie wybudowano planowanych szpitali i innych placówek medycznych).
Odmienny wariant eugeniki propagowało pismo „Eugenika”, wydawane 1918-1920 przez Tadeusza Mischke. Inspirowany indyjskim mistycyzmem głosił swoistą filozofię, której najwyższą wartością było „minimum cierpienia” jednostki. Głosił konieczność ustanowienia kosmopolitycznego państwa światowego z sanskrytem jako językiem urzędowym i narodzin „rasy syntetycznej”. Realizacji tego projektu miały służyć działania eugeniczne: „hodowla osobników”, reforma seksualna (zerwanie z pruderią ale zachowanie wstrzemięźliwości), sterylizacja notorycznie niepoprawnych przestępców, zakaz używek (nawet kakao), higiena życia codziennego, a nawet „eugenizacja” religii, wiedzy i sztuki (przez usuwanie treści niosących cierpienie). Egzekwować te zasady miałaby specjalna „straż eugeniczna”.

## Propozycje legislacyjne
W latach trzydziestych zaczął nasilać się nurt bardziej zdecydowanych rozwiązań i w 1934 r. przedłożono Najwyższej Radzie Lekarskiej w Departamencie Zdrowia pierwszy projekt ustawy eugenicznej, który został też wydrukowany w „Zagadnieniach Rasy” i poddany pod dyskusję publiczną. Nad projektem dyskutowali również delegaci na dorocznym Zjeździe Polskiego Towarzystwa Eugenicznego 14 października 1934 r. w Łodzi, gdzie referaty na ten temat wygłosili m.in. L. Wernic, A. Tokarski, S. Markusfeld oraz P. Kon. Ustawa nie zyskała przychylności specjalistów, dlatego rok później przedłożono nową złagodzoną ustawę eugeniczną. Nawet nazwy poszczególnych ustaw zostały zmienione.
Nowy projekt dotyczył czterech zagadnień zawartych w czterech działach ustaw. Były to:
- (1) ustawy o poradnictwie przedślubnym, a więc dotyczyły tworzenia poradni przedślubnych, udzielania porad i wydawania zaświadczeń lekarskich o stanie zdrowia przed zawarciem małżeństwa;
- (2) ustawy o pomocy dla mniej zamożnych nowożeńców (wyłącznie tych wartościowych pod względem fizycznym, psychicznym, moralnym i intelektualnym), takiej jak ulgi podatkowe i rozmaite zwolnienia z opłat, pomocy w uzyskaniu mieszkania i narzędzi pracy oraz dodatki finansowe na wychowywanie dzieci;
- (3) ustawy o kartotekach zdrowia, zakładanych przy urzędach stanu zdrowia i
- (4) ustawy o zmniejszeniu ciężarów opieki społecznej[54].

W Dziale IV „Projekt ustawy o zmniejszeniu ciężarów związanych z opieką społeczną” zakładał, że

(Art. 1) Dla zmniejszenia wydatków, związanych z utrzymaniem jednostek ciężko dziedzicznie obarczonych (wrodzony niedorozwój umysłowy, dziedziczna padaczka, schizofrenia, obłęd maniakalno-depresyjny, dziedziczna głuchota i dziedziczna ślepota, ciężkie dziedziczne wady cielesne, wreszcie ciężki alkoholizm) należy stosować, zależnie od warunków, sposoby następujące:
- (1) umieszczenie w zakładach zamkniętych, uwzględniających oddzielenie jednej płci od drugiej (zakłady zamknięte dla umysłowo chorych, domy pracy dla przestępców, włóczęgów i żebraków);
- (2) stosowanie środków ograniczających rozród typów niepożądanych;
- (3) wyjaławianie drogą chirurgiczną jednostek obarczonych wyżej wspomnianymi cierpieniami umysłowymi oraz dziedziczną głuchoniemotą i dziedziczną ślepotą.

(Art. 2) Zabiegi wyjaławiające, mogą być dokonane na podstawie wskazań lekarskich, społecznych i eugenicznych […] po zbadaniu przez komisję lekarską.

W ustawie mówiono o dobrowolnym zgłoszeniu się chorego bądź zgłoszeniu go przez opiekuna lub przez lekarza – kierownika zakładu, w którym chory jest „internowany”. W sprawie przymusowej sterylizacji „oraz innych zabiegów chirurgicznych, powołane zostaną wydziały do spraw dziedzicznych przy sądach okręgowych, a jako instancje odwoławcze podobne wydziały przy sądach apelacyjnych.
Był to jedynie projekt ustawy, który w rezultacie nie został uchwalony, głównie ze względu na kontrowersje wokół koncepcji sterylizacji („wyjaławiania”) osób obciążonych dziedzicznie. Projekt ten nie był ostatni. Drugi – w znacznym stopniu zmodyfikowany – projekt ustawy został złożony w 1935 r., ale nadal pojawiały się głosy krytyczne wobec niektórych przepisów. W 1936 r. liczne uwagi i wątpliwości natury prawnej do szeregu punktów projektu zgłosił prof. W. Wolter, konkludując, że ustawa w takiej formie jest nie do przyjęcia.
Na zjeździe lekarzy we Lwowie, we wrześniu 1937 r. (materiał opublikowany w marcu 1938 r.), L. Wernic ubolewał nad faktem nieuchwalenia ustawy eugenicznej, pisząc: „Niezrozumiały los tej ustawy utrudnia wszelkie poczynania”. Z jego relacji wynika, że opracowany przez PTE projekt został przesłany Naczelnej Radzie Lekarskiej, „gdzie 2 lata podlega dyskusji i zmianom, znacznie odskakującym od pierwowzoru”. Niektóre ważne z eugenicznego punktu widzenia przepisy zostały usunięte, a z kolei psychiatrzy domagali się zaostrzenia przepisów, wnioskując o przymusową kastrację ludzi umysłowo i psychicznie chorych, co, jak twierdzi Wernic, budzi najwięcej sprzeciwu i wątpliwości i czemu on sam jest przeciwny. Jego zdaniem „[u]stawa została zniekształcona, a następnie poddana zbyt ostrej i bezwzględnej krytyce”. Z artykułu Wernica wynika, że prace nad ustawą jeszcze w 1938 r. trwały, nawet on sam apeluje o jak najszybsze jej uchwalenie i podaje w dziesięciu punktach przepisy, jakie powinny się w niej znaleźć, inne z kolei – poddaje ostrej krytyce.
Na ostatnim przed wojną, 2.06.1939 r., Walnym Zebraniu PTE Oddziału Warszawskiego, gdy przedstawiano sprawozdanie z działalności Zarządu (za okres od 1.06.1938 do 1.06.1939 r.) w porządku obrad nie znalazł się punkt dotyczący ustawodawstwa eugenicznego. Jedynie sędzia Sądu Najwyższego K. Fleszyński o projekcie ustawy eugenicznej powiedział, że „[p]rojekt ten nie został skierowany na drogę ustawową”, a następnie wskazał, jakie „czynniki eugeniczne” zawiera Kodeks Karny z 1932 r., przewidując karę np. za „narażenie na zarażenie chorobą weneryczną, za przerywanie ciąży, stosunki kazirodcze i wprowadza system środków zabezpieczających, jak domy pracy przymusowej dla narkomanów, niepoprawnych przestępców, celem eliminacji jednostek szkodliwych społecznie”.

## Narastające spory
Polacy bacznie przyglądali się, jak funkcjonuje niemiecka eugenika i niektórzy entuzjaści dostrzegali nawet jej pozytywne skutki, ale u sporej części działaczy zrodziły się wątpliwości, co do zasadności idei eugenicznych, które przeniosły się z areny naukowo-badawczej na polityczno-społeczną. Niemałą rolę w ukształtowaniu eugeniki, jak również odrzuceniu ustaw eugenicznych, odegrał Kościół katolicki, który w Polsce zajmował silną pozycję. Duchowni wywierali naciski na polityków, aby nie ingerować w sprawy rodziny i prokreacji. Zdecydowanie sprzeciwili się też zastosowaniu zbyt restrykcyjnych rozwiązań eugenicznych.
Oficjalnie Kościół popierał samą ideę eugeniki (w stylu higieny społecznej), ale sprzeciwiał się jej na poziomie eugeniki negatywnej. „Niektórzy lekarze zrzeszeni w PTE nadal głosili konieczność przymusowej sterylizacji w wypadku cięższych schorzeń psychicznych. Kościół nie zgadzał się z tym i w osobie ks. Kaczyńskiego, szermując starannie dobranymi przykładami, zbijał twierdzenia eugenicznych pionierów”. Autor cytatu (prof. n. med. Ryszard Zabłotniak) podaje, że do eugeniki negatywnej księża katoliccy odnosili się zdecydowanie niechętnie, natomiast kręgi rządowe – z rezerwą.
Ale istnieli również obrońcy eugeniki w łonie Kościoła. Jak pisze M. Lucius, ks. dr Z. Kozubski jest „[g]orącym apologetą zasad eugeniki pozytywnej, który równocześnie zajmuje nieco odmienne i ustępliwsze stanowisko wobec wskazań tejże eugeniki negatywnej”. „Wiedza eugeniczna – twierdzi Kozubski – tworzy poniekąd naturalną podstawę dla chrześcijańskiego prawa moralnego, bo jej prawa nie mogą być inne jak te, które Bóg sam złożył w naturze do zachowania tejże natury, względnie jej regeneracji na wypadek zwyrodnienia. Stąd etyka katolicka nie tylko nie potępia w czambuł eugeniki, ale z radością wita wszelkie zasady i środki, odnoszące się do uszlachetniania rasy ludzkiej, o ile nie są niemoralne”.
Nie obyło się bez licznych i ostrych polemik między zwolennikami głębszej ingerencji eugenicznej w materię biologiczną i mechanizmy społeczne, a uczonymi podchodzącymi do tych nowatorskich pomysłów sceptycznie. Na przykład na łamach czasopisma „Zagadnienia Rasy” lekarz (pracujący m.in. w Domu Zdrojowym „Pod Berłem” w Krynicy), dr Józef Chania pisał, że państwo powinno bronić się przed plagą ludzi chorych, nieudaczników, matołków, ślepych i głuchych, urodzonych zbrodniarzy itp. przez uniemożliwienie im prokreacji, dlatego że stanowią oni i ich potomstwo ciężar dla państwa oraz osłabiają poziom zdrowotny społeczeństwa. Pogląd ten zaatakował lekarz okulista, prof. UW, Kazimierz Noiszewski, stwierdzając, że przeświadczenie, iż świat jest – według eugeniki oraz pewnych teorii socjologicznych i filozoficznych – przeznaczony wyłącznie dla ludzi zdrowych i silnych, a nie słabych i chorych oraz że medycyna przyczynia się do upadku rodzaju ludzkiego, jest nie do przyjęcia, gdyż przede wszystkim podważa zasadność istnienia medycyny oraz jej charakteru niesienia pomocy i leczenia. Noiszewski podkreślił: „Gdyby nie było człowieka chorego, ludzkość nie miałaby Newtona, Spinozy ani Chopina, ani Beethovena”.
W latach trzydziestych wzrosło zainteresowanie psychiatrów ideą eugeniki, czego odbiciem było powołanie w 1935 r. Polskiej Ligi Higieny Psychicznej i pisma „Higiena Psychiczna”. W komitecie redakcyjnym znalazł się Leon Wernic oraz kilku psychiatrów, a redaktorem pisma został psychiatra, dyrektor szpitala psychiatrycznego w Kościanie – Oskar Bielawski. Cele, jakie stawiała sobie higiena psychiczna O. Bielawski przedstawił we Wprowadzeniu do pierwszego numeru czasopisma: „Bezsprzecznie zadaniem higieny psychicznej jest pokierowanie całym arsenałem stojących do jej dyspozycji środków (od spełnienia zadań eugenicznych, poprzez właściwe wychowanie dziecka, wybór odpowiedniego zawodu, dobór towarzysza(ki) życia, udzielania porad w chwilach życiowych niepowodzeń, aż do zapobiegania przedwczesnej zgrzybiałości włącznie), ażeby życie człowieka mogło się ułożyć przedmiotowo i podmiotowo jak najkorzystniej, ażeby omijał rozterki, cierpienia i zawody, które na pewno na swej drodze napotyka, idąc przez życie sam, bez błogosławionych wskazań i wydatnej pomocy psychohigienisty”.
Zwolennikami eugeniki i jej negatywnych zastosowań były znane osoby, np. Tadeusz Boy-Żeleński, który rozpętał dyskusję artykułem krytykującym podniesienie kar za aborcję. Jednocześnie domagał się prawnego dozwolenia aborcji ze względów społecznych jako regulatora płodności oraz wprowadzenia sterylizacji. W eugenikę zaangażowani byli ludzie różnych proweniencji i zapatrywań politycznych, ale największe poparcie dla projektów eugenicznych płynęło z kręgów socjalistycznych i demokratyczno-liberalnych, m.in. od lekarza i działacza socjalistycznego, Henryka Kłuszyńskiego (poprzednie nazwisko Chaim Herstal), filozofa i pedagoga zafascynowanego ideami socjalizmu, Władysława Spasowskiego, oraz osób skupionych wokół „Wiadomości Literackich” i „Życia Świadomego”. Poza omówionymi nazwiskami, aktywnymi eugenikami w okresie międzywojennym byli m.in.: Teodora Męczkowska, Henryk Nusbaum (neurolog), Jan Nelken (psychiatra), Władysław Sterling (psychiatra, neurolog), Karol Mikulski (psychiatra), antropolodzy – Jan Mydlarski, Kazimierz Stołyhwo i Stanisław Żejmo-Żejmis oraz politycy i działacze społeczni – Stefan Kramsztyk, Józef Litauer, Edward Loth, a także poeci – Maria Pawlikowska-Jasnorzewska, Jan Lechoń, Antoni Słonimski.

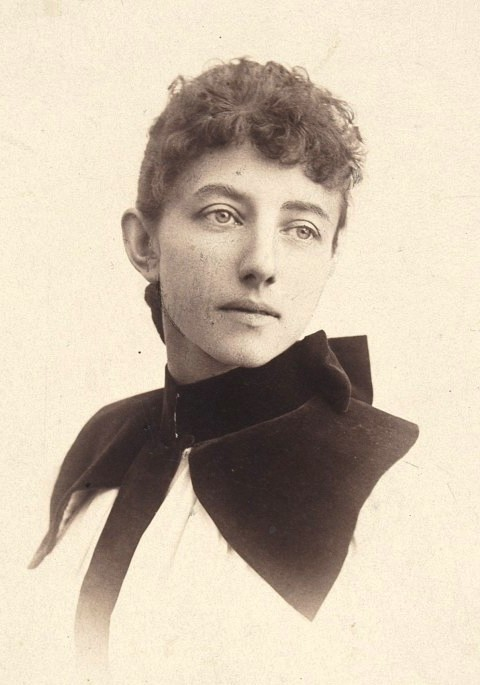
Zofia Daszyńska-Golińska, ekonomistka, socjalistka, feministka i działaczka społeczna

Działaczka eugeniczna i socjalistka Zofia Daszyńska-Golińska, która pełniła funkcję posłanki z ramienia socjalistów, była wielką orędowniczką wprowadzenia ustaw sterylizacyjnych, ale również walczyła o polepszenie losu kobiet, zwłaszcza biednych i nieoświeconych, interesowała się różnymi anomaliami społecznymi, brała udział w wielu posiedzeniach, konferencjach, organizacjach, których ambicją było reformowanie i wprowadzanie wielu regulacji w obszarze zdrowia i obyczajowości. Sprzymierzeńca w walce ze zwyrodnieniami rasy Daszyńska-Golińska widziała w ruchu neomaltuzjańskim, który – jej zdaniem – torował drogę ideom eugenicznym. Jak pisze: „Neomaltuzjanizm rozróżnia połączenie się osobników różnej płci od prokreacji, żąda, aby dawanie życia nie było dziełem przypadku, ale aktem świadomej woli. Stawia zatem dwa warunki:
- 1. Rodzice nie mają prawa mieć więcej dzieci niż mogą wyżywić, odziać i wychować.
- 2. Ludziom obarczonym ułomnością dziedziczną nie wolno mieć dzieci w imię odpowiedzialności wobec nowego pokolenia. Małżeństwo ich nie powinno mieć celu prokreacji”[73].

Jeśli chodzi o obóz narodowej demokracji, głosy były podzielone. Większość związana z Kościołem katolickim była przeciwko eugenice i przeciw wprowadzeniu ustaw, poza wspieraniem rodzin wielodzietnych i pracy higienicznej. Ale niektórzy endecy udzielili poparcia projektowi ustawy eugenicznej. Największymi zwolennikami porządku eugenicznego byli, podobnie jak w innych krajach, lekarze różnych specjalności, a głównie psychiatrzy.
Władze sanacyjne podchodziły niechętnie do projektów sterylizacyjnych, kwestionując pojęcie „osób wartościowych” jako niewiele mówiące, niejednoznaczne, nieprecyzyjne, a całą ustawę oceniano jako chaotyczną. Wydawane były negatywne opinie z powodu trudności w obiektywnej ocenie, która osoba jest wartościowa, a która nie, i kto miałby o tym decydować; krytycznie oceniano zmuszanie do małżeństwa i posiadania potomstwa oraz płacenie podatków przez kawalerów. W późniejszym uściśleniu powodów odrzucenia ustawy wskazano na jej niesprawiedliwy charakter i niezgodność z duchem społecznym:

Ustawa państwowa może wprowadzić przymus, aby kandydaci do zawarcia małżeństwa zrewidowali swój stan zdrowia i dowiedzieli się o stanie zdrowia osoby, z którą mają zawrzeć związek małżeński. Dalej jednak ustawa powinna nie wkraczać i możność zawarcia małżeństwa nie powinna być uzależniona od policji eugenicznej. Wprowadzenie takich zezwoleń byłoby nieznośną tyranią, ponieważ ograniczałoby ludzi w swobodzie rozporządzania najgłębszymi zakątkami swojego jestestwa. Eugeniści powinni środkami propagandowymi uświadamiać ludzi o ogromie nieszczęścia, które gotują swemu potomstwu, sobie i społeczeństwu, pod względem eugenicznym sobie nie odpowiedni, gdy wydają na świat potomstwo, ale zetatyzowanie życia małżeńskiego byłoby zbytnim uproszczeniem pracy eugenistów i wydawanie takich projektów może tylko zdepopularyzować eugenikę.

## Krótki żywot eugeniki powojennej
Po wojnie wszystkie towarzystwa naukowe, również Towarzystwo Eugeniczne, przeszły pod kuratelę utworzonej w 1951 r. PAN i tym samym nie mogły prowadzić samodzielnie swej działalności.
Jednak eugenicy nadal forsowali wprowadzenie ustaw eugenicznych, m.in. nakazu przymusowego leczenia alkoholizmu oraz sterylizacji chorych umysłowo i psychicznie, a np. Stanisław Skowron, który przed wojną „aprobatywnie odnosił się do praktyk sterylizacyjnych w USA i w Niemczech nazistowskich”, po powrocie z obozu koncentracyjnego zamierzał kontynuować program eugeniczny. Mimo siły przebicia przedwojennych eugeników (np. Oskara Bielawskiego) pojawiały się coraz liczniejsze głosy sprzeciwu, co – wraz z odgórnym potępieniem eugeniki – doprowadziło do odejścia od idei eugenicznych. Tym bardziej, że władze ZSRR w „bloku państw komunistycznych” wprowadziły zalecenia rozwijania „łysenkizmu”, pozostającego w sprzeczności z założeniami eugeniki. Polskie Towarzystwo Eugeniczne formalnie zostało rozwiązane w 1952 r., ale już od 1949 r. zaprzestało faktycznie swej działalności.